# Poney de selle polonais
Le Poney de selle polonais (polonais : pkw) est un stud-book de poneys polonais. 

## Description
Le nom en anglais est Polish Riding Pony.
Il toise de 1,11 m à 1,48 m.
Le stud-book du poney de selle polonais correspond à la section II des stud-books de poneys de Pologne,.

## Utilisations
Il est employé en équitation sur poney avec les enfants, et en équithérapie.

## Diffusion de l'élevage
La race est propre à la Pologne.